# Jason Derülo
Jason Derulo, tot 2011 gestileerd als Jason Derülo, en geboren als Jason Joel Desrouleaux, (Miami, Florida, 21 september 1989) is een Amerikaans zanger, songwriter, acteur en danser. Hij verwierf wereldwijde bekendheid met zijn hits Whatcha Say (2009), In my head (2010) Ridin’ solo (2010), Talk dirty (2012), Wiggle (2013) en Savage Love (2020).

## Biografie

### Jonge jaren en debuutalbum (1989-2010)
Jason is een zoon van Haïtiaanse ouders. Vanaf zijn vijfde trad Jason al op en op zijn achtste schreef hij zijn eerste nummer: Crush on you. Als tiener studeerde hij opera, theater en ballet. Op twaalfjarige leeftijd ontmoette hij Frank Harris, zijn latere manager.
Jason Derulo begon zijn zangcarrière in 2007 met het liedje Bossy en in datzelfde jaar kreeg hij een platencontract. Hij schreef mee aan het nummer Replay van Iyaz in 2009. Als voorloper op zijn eigen debuutalbum Jason Derülo, dat op 5 maart 2010 verscheen, werden de singles Whatcha Say en In My Head uitgebracht. Ze kwamen hoog in de hitlijsten te staan. Nadat het album was uitgekomen, volgden er nog drie singles. Ridin' Solo en What If stonden nog in de Nederlandse Top 40. In Vlaanderen kwam enkel Ridin' Solo nog in de hitlijsten. The Sky's The Limit haalde zowel in België als in Nederland de hitlijsten niet.

### Future HistoryenPlatinum Edition(2011-2012)
Vanaf september 2010 werd het stiller rond Derulo. Toch was hij volop aan het werken aan een nieuw album, getiteld Future History. In mei 2011 kwam de single Don't Wanna Go Home uit, dat hem opnieuw een hit opleverde. De tweede single van het album, It girl, werd eveneens goed onthaald in de hitlijsten. Het album werd echter slechts een bescheiden succes en ook de twee opeenvolgende singles bleven achter bij de verwachtingen. Als laatste promotie voor zijn album wilde Derulo op tournee gaan, maar in januari 2012 gelaste hij al zijn optredens af wegens een nekwervelbreuk. Ook werd meteen bekendgemaakt dat de volledige tournee niet doorging.
Nadat Derulo in januari 2012 zijn volledige tournee had afgelast, begon hij opnieuw te schrijven aan nieuwe muziek. Enkele maanden later in april werd dan ook enkele seconden vrijgegeven van zijn nieuwe single Undefeated. Deze single werd geschreven door fans en Derulo zelf. De première van het nummer vond plaats op 22 mei 2012 in de finale van American Idol. De eerste 10.000 downloads waren gratis. Het werd de single voor de 'Platinum Edition' van zijn album Future History.

### TattoosenTalk Dirty(2013-2014)
Voor het album Tattoos − dat eerst enkel in Europa uitkwam – bracht Jason op 16 april 2013 zijn eerste nieuwe single The Other Side uit. De bijhorende muziekvideo verscheen op 30 april. Het nummer piekte op nummer 20 in de Amerikaanse Billboard en werd ook in Nederland goed ontvangen. Eind juli verscheen zijn volgende single Talk Dirty op SoundCloud. Het was een samenwerking met 2 Chainz en de eerste single die Derulo ooit met een andere artiest opnam. Begin augustus verscheen de videoclip. Het werd een groot succes en piekte in verschillende landen op nummer 1. Op het einde van augustus 2013 verscheen zijn derde single Marry Me.
Een halfjaar na het verschijnen van Tattoos kwam de Amerikaanse versie van het album uit. Het kreeg de naam Talk Dirty, net zoals zijn tweede en toen meest succesvolle single van het album. Het album bevatte het nummer Wiggle, wat in de zomer van 2014 een wereldwijde hit was.

### Everything Is 4(2015-2016)
In januari 2015 werd officieel bekendgemaakt dat Derulo's nieuwe album op komst was. In maart werd dan de eerste single uitgegeven van het album. Het lied Want to Want Me zou het enige grote succes worden van het album. De opvolgers Cheyenne, Get Ugly en Try Me (een duet met Jennifer Lopez) werden een bescheiden succes.
Het album zelf werd uitgegeven in juni 2015. De naam Everything Is 4 werd gekozen omdat het cijfer veel betekenissen heeft voor hem. In 2016 ging hij op tournee met de nummers van het album. Ondertussen bracht hij nog twee singles uit die niet te vinden waren op het album Everything Is 4. Voor de eerste single genaamd Naked koos hij voor het eerst voor rap. De andere single werd If it ain't love. Hij bracht in de zomer van 2016 ook het album Platinum Hits uit met zijn grootste successen wereldwijd en een nieuwe single: Kiss the sky.

### 2Sides(2017-...)
In februari 2017 werd Jasons single Swalla (een samenwerking met rapper Nicki Minaj en de Amerikaanse Ty Dolla $ign) vrijgegeven. Een half jaar eerder, in augustus 2016, had hij het nummer al gespeeld tijdens verschillende optredens. op 21 mei van datzelfde jaar kondigde Derulo aan dat zijn volgende album 777 zou gaan heten. Nadien volgde nog de singles "If I'm Lucky" en "Tip Toe".  Het album werd uitgesteld en kreeg een nieuwe naam "2Sides". Er volgde een nieuwe single waaronder "Goodbye", "Mamacita" en "Too Hot". Het eerste deel van dit album verscheen op 8 november 2019. Het tweede deel werd verwacht in januari 2020 maar kwam er niet. 
In mei 2020 bevestigde Derulo dat hij zijn platenmaatschappij Warner Bros Records had verlaten. In juni 2020 veroorzaakte Derulo controverse nadat hij een nummer had uitgebracht met de titel "Savage Love", waarop hij de beat van een Nieuw-Zeelandse muziekproducent Jawsh 685 gebruikt zonder hem te vernoemen. Het lied ging al snel viraal op de app TikTok en uiteindelijk officieel uitgebracht als "Savage Love (Laxed - Siren Beat)", gecrediteerd aan beide artiesten. Het nummer werd een wereldwijd succes en behaalde in Nederland en Vlaanderen een tweede plaats in de hitlijsten. In juli 2020 bracht Derulo opnieuw nieuwe nummers uit, waaronder Coño met de Nederlanders Puri  en Jhorrmountain. Later die maand volgde het nummer "Don't Cry For Me" met Alok en Martin Jensen.

## Discografie

### Albums
| Album met eventuele hitnotering(en) in de Nederlandse Album Top 100 | Datum van verschijnen | Datum van binnenkomst | Hoogste positie | Aantal weken | Opmerkingen |
| ------------------------------------------------------------------- | --------------------- | --------------------- | --------------- | ------------ | ----------- |
| Jason Derülo                                                        | 05-03-2010            | 13-03-2010            | 30              | 10           |             |
| Future History                                                      | 16-09-2011            | 15-10-2011            | 62              | 2            |             |
| Tattoos                                                             | 2013                  | 28-09-2013            | 46              | 10           |             |
| Everything Is 4                                                     | 2015                  | 06-06-2015            | 31              | 16           |             |
| Platinum Hits                                                       | 2016                  | 06-08-2016            | 98              | 1            |             |

| Album met hitnotering(en) in de Vlaamse Ultratop 200 albums | Datum van verschijnen | Datum van binnenkomst | Hoogste positie | Aantal weken | Opmerkingen |
| ----------------------------------------------------------- | --------------------- | --------------------- | --------------- | ------------ | ----------- |
| Jason Derülo                                                | 2010                  | 13-03-2010            | 26              | 24           |             |
| Future History                                              | 2011                  | 15-10-2011            | 38              | 6            |             |
| Tattoos                                                     | 2013                  | 28-09-2013            | 14              | 53           |             |
| Everything Is 4                                             | 2015                  | 06-06-2015            | 46              | 18           |             |
| Platinum Hits                                               | 2016                  | 06-08-2016            | 97              | 2            |             |

### Singles
| Single met eventuele hitnotering(en) in de Nederlandse Top 40 | Datum van verschijnen | Datum van binnenkomst | Hoogste positie | Aantal weken | Opmerkingen                                                                 |
| ------------------------------------------------------------- | --------------------- | --------------------- | --------------- | ------------ | --------------------------------------------------------------------------- |
| Whatcha Say                                                   | 05-05-2009            | 12-12-2009            | 12              | 15           | Nr. 22 in de Single Top 100 / Alarmschijf                                   |
| In My Head                                                    | 22-02-2010            | 06-03-2010            | 13              | 11           | Nr. 43 in de Single Top 100 / Alarmschijf                                   |
| Ridin' Solo                                                   | 24-02-2010            | 24-07-2010            | 15              | 9            | Nr. 47 in de Single Top 100                                                 |
| What If                                                       | 09-08-2010            | 04-12-2010            | 18              | 12           |                                                                             |
| Don't Wanna Go Home                                           | 10-05-2011            | 09-07-2011            | 12              | 14           | Nr. 28 in de Single Top 100                                                 |
| It Girl                                                       | 09-08-2011            | 01-10-2011            | 19              | 12           | Nr. 42 in de Single Top 100                                                 |
| Breathing                                                     | 24-10-2011            | 28-01-2012            | 28              | 7            | Nr. 56 in de Single Top 100 / Alarmschijf                                   |
| The Other Side                                                | 03-04-2013            | 25-05-2013            | 30              | 5            | Nr. 52 in de Single Top 100                                                 |
| Talk Dirty                                                    | 02-08-2013            | 24-08-2013            | 5               | 23           | met 2 Chainz / Nr. 5 in de Single Top 100 / Alarmschijf                     |
| Trumpets                                                      | 07-11-2013            | 30-11-2013            | 6               | 23           | Nr. 11 in de Single Top 100 / Alarmschijf                                   |
| Stupid Love                                                   | 2014                  | 19-04-2014            | tip23           | -            |                                                                             |
| Wiggle                                                        | 2014                  | 07-06-2014            | 12              | 18           | met Snoop Dogg / Nr. 8 in de Single Top 100                                 |
| Want to Want Me                                               | 2015                  | 28-03-2015            | 6               | 26           | Nr. 7 in de Single Top 100 / Alarmschijf                                    |
| Follow Me                                                     | 2015                  | 06-06-2015            | tip2            | -            | met Hardwell / Nr. 84 in de Single Top 100                                  |
| Cheyenne                                                      | 2015                  | 15-08-2015            | 38              | 3            | Nr. 89 in de Single Top 100 / Alarmschijf                                   |
| Try Me                                                        | 2015                  | 07-11-2015            | tip7            | -            | met Jennifer Lopez                                                          |
| Get Ugly                                                      | 2016                  | 13-02-2016            | tip7            | -            |                                                                             |
| If It Ain't Love                                              | 2016                  | 28-05-2016            | 33              | 4            | Nr. 37 in de Single Top 100                                                 |
| Kiss the Sky                                                  | 2016                  | 06-08-2016            | 31              | 4            | Nr. 90 in de Single Top 100 / Alarmschijf                                   |
| Swalla                                                        | 2017                  | 08-04-2017            | 6               | 17           | met Nicki Minaj & Ty Dolla Sign / Nr. 5 in de Single Top 100 / Alarmschijf  |
| If I'm Lucky                                                  | 2017                  | 28-10-2017            | 33              | 4            | Nr. 57 in de Single Top 100                                                 |
| Tip Toe                                                       | 2017                  | 18-11-2017            | tip4            | -            | met French Montana / Nr. 69 in de Single Top 100                            |
| 1, 2, 3                                                       | 2018                  | -                     |                 |              | met Sofia Reyes & De La Ghetto / Nr. 95 in de Single Top 100                |
| Goodbye                                                       | 2018                  | 06-10-2018            | 10              | 11           | met David Guetta, Nicki Minaj & Willy William / Nr. 16 in de Single Top 100 |
| Savage Love (Laxed – Siren Beat)                              | 2020                  | 27-06-2020            | 1(5wk)          | 20           | met Jawsh 685                                                               |
| Coño                                                          | 2020                  | 11-07-2020            | tip8            | -            | met Puri & Jhorrmountain                                                    |
| Take You Dancing                                              | 2020                  | 05-09-2020            | 10              | 23           |                                                                             |
| Love Not War (The Tampa Beat)                                 | 2020                  | 28-11-2020            | 3               | 20           | met Nuka / Alarmschijf                                                      |
| Lifestyle                                                     | 22-01-2021            | 30-01-2021            | 17              | 10           | met Adam Levine / Alarmschijf                                               |
| Jalebi Baby                                                   | 2021                  | 05-06-2021            | tip2            | -            | met Tesher                                                                  |
| Acapulco                                                      | 2021                  | 04-09-2021            | 16              | 10           |                                                                             |
| Slidin'                                                       | 2022                  | 21-05-2022            | tip15           | 5            | met Kodak Black                                                             |
| Never Let You Go                                              | 2022                  | 05-11-2022            | tip18           | 9            | met Shouse                                                                  |
| Saturday/Sunday                                               | 2023                  | 11-02-2023            | tip7            | 7            | met David Guetta                                                            |
| Glad U Came                                                   | 2023                  | 29-04-2023            | tip23           | 4            |                                                                             |
| Spicy Margarita                                               | 2024                  | 24-02-2024            | tip21           | 3            | met Michael Bublé                                                           |

| Single met hitnotering(en) in de Vlaamse Ultratop 50 | Datum van verschijnen | Datum van binnenkomst | Hoogste positie | Aantal weken | Opmerkingen                                   |
| ---------------------------------------------------- | --------------------- | --------------------- | --------------- | ------------ | --------------------------------------------- |
| Whatcha Say                                          | 2009                  | 16-01-2010            | 22              | 14           |                                               |
| In My Head                                           | 2010                  | 03-04-2010            | 14              | 14           |                                               |
| Ridin' Solo                                          | 2010                  | 10-07-2010            | 31              | 8            |                                               |
| What If                                              | 2010                  | 09-10-2010            | tip8            | -            |                                               |
| The Sky's The Limit                                  | 15-11-2010            | 27-11-2010            | tip2            | -            | Nr. 19 in de Radio 2 Top 30                   |
| Don't Wanna Go Home                                  | 2011                  | 09-07-2011            | 39              | 7            |                                               |
| It Girl                                              | 2011                  | 15-10-2011            | 32              | 6            | Nr. 24 in de Radio 2 Top 30                   |
| Breathing                                            | 2011                  | 07-01-2012            | tip2            | -            |                                               |
| The Other Side                                       | 2013                  | 04-05-2013            | tip19           | -            |                                               |
| Talk Dirty                                           | 2013                  | 31-08-2013            | 1(1wk)          | 22           | met 2 Chainz / Goud                           |
| Trumpets                                             | 2013                  | 18-01-2014            | 10              | 15           |                                               |
| Wiggle                                               | 2014                  | 17-05-2014            | 2               | 20           | met Snoop Dogg / Goud                         |
| Want to Want Me                                      | 2015                  | 02-05-2015            | 18              | 18           |                                               |
| Follow Me                                            | 2015                  | 04-07-2015            | tip56           | -            | met Hardwell                                  |
| Cheyenne                                             | 2015                  | 29-08-2015            | tip6            | -            |                                               |
| Drive You Crazy                                      | 2015                  | 05-09-2015            | tip53           | -            | met Pitbull & Juicy J                         |
| Get Ugly                                             | 2015                  | 12-12-2015            | tip10           | -            |                                               |
| Secret Love Song                                     | 2016                  | 05-03-2016            | tip             | -            | met Little Mix                                |
| Hello Friday                                         | 2016                  | 19-03-2016            | tip             | -            | met Flo Rida                                  |
| If It Ain't Love                                     | 2016                  | 16-04-2016            | tip34           | -            |                                               |
| Kiss the Sky'                                        | 2016                  | 13-08-2016            | tip43           | -            |                                               |
| Swalla                                               | 2017                  | 15-04-2017            | 9               | 18           | met Nicki Minaj & Ty Dolla Sign / Platina     |
| If I'm Lucky                                         | 2017                  | 16-09-2017            | tip1            | -            |                                               |
| Tip Toe                                              | 2017                  | 25-11-2017            | tip19           | -            | met French Montana                            |
| Colors'                                              | 2018                  | 17-03-2018            | tip25           | -            |                                               |
| 1, 2, 3                                              | 2018                  | 24-03-2018            | tip11           | -            | met Sofia Reyes & De La Ghetto                |
| Goodbye                                              | 2018                  | 08-09-2018            | 20              | 13           | met David Guetta, Nicki Minaj & Willy William |
| Make Up                                              | 2018                  | 17-11-2018            | tip             | -            | met Vice & Ava Max                            |
| Too Hot                                              | 2019                  | 14-09-2019            | tip             | -            |                                               |
| Savage Love (Laxed – Siren Beat)                     | 2020                  | 19-06-2020            | 1(4wk)          | 24           | met Jawsh 685 / Platina                       |
| Coño                                                 | 2020                  | 11-07-2020            | tip30           |              | met Puri & Jhorrmountain                      |
| Take You Dancing                                     | 2020                  | 26-09-2020            | 8               | 22           | Goud                                          |
| Love Not War (The Tampa Beat)                        | 2020                  | 12-12-2020            | 15              | 21           | met Nuka                                      |
| Lifestyle                                            | 2021                  | 06-02-2021            | tip36           | -            | met Adam Levine                               |
| Acapulco                                             | 2021                  | 25-12-2021            | 46              | 3            |                                               |

## Filmografie
- cats: Rum Tum Tugger (2019)

## Tournees
- 2009-2010 - The Monster Ball Tour (voorprogramma van Lady Gaga)
- 2010 - The E.N.D. World Tour (voorprogramma van de Black Eyed Peas)
- 2010-2011 - Jason Derülo World Tour
- 2012 - Future History Tour
- 2014 - Tattoos World Tour
- 2016 - Everything Is 4 World Tour
- 2018 - 2Sides World Tour

## Trivia
- Om de nummers van Derulo herkenbaar te maken, wordt aan het begin van elk nummer "Jason Derulo" gezongen.[2]
- In 2023 is hij coach in het 12de seizoen van The Voice Australia naast Jessica Mauboy, Rita Ora en Guy Sebastian.

- Bibsys: 13005114
- Biblioteca Nacional de España: XX6092922
- Bibliothèque nationale de France: cb16219478r (data)
- Gemeinsame Normdatei: 140726667
- International Standard Name Identifier: 0000 0001 1453 9363
- Library of Congress Control Number: no2009188445
- MusicBrainz: 6de0f914-3e60-4418-be3b-42e0feb6eb4d
- Nationale Bibliotheek van Tsjechië: xx0118133
- Nationale Bibliotheek van Israël: 987007375689305171
- Nationale Bibliotheek van Polen: a0000002423394
- Système universitaire de documentation: 251433056
- Virtual International Authority File: 103075715
- WorldCat: E39PBJmXP93gxQdPfkr83prcyd